# Jeison Murillo
Jeison Murillo (Cali, 27 mei 1992) is een Colombiaans voetballer die doorgaans als centrale verdediger speelt. Hij verruilde Valencia in januari 2020 voor UC Sampdoria, dat hem in het voorgaande seizoen al huurde. Murillo debuteerde in 2014 in het Colombiaans voetbalelftal.

## Clubcarrière
Granada CF haalde Murillo in juli 2010 weg bij het Colombiaanse Deportivo Cali. In zijn eerste seizoen kwam hij niet aan speelminuten toe. Tijdens het seizoen 2011/12 werd Murillo uitgeleend aan Cádiz CF. Het volgende seizoen werd hij uitgeleend aan UD Las Palmas. In juli 2013 kreeg Murillo zijn kans bij Granada CF en verkreeg hij een basisplaats. In het seizoen 2013/14 speelde hij 32 wedstrijden in de Primera División. Murillo miste gedurende de Primera División 2014/15 de helft van de competitiewedstrijden door een teenblessure halverwege het seizoen en een knieblessure in april en mei, waardoor hij niet meer dan 19 competitieduels speelde. In februari 2015 tekende Murillo een contract voor vijf seizoenen bij Internazionale, dat in juli inging.

## Clubstatistieken
| Seizoen | Club           | Competitie         | Competitie | Competitie | Beker | Beker | Internationaal | Internationaal | Totaal | Totaal |
| Seizoen | Club           | Competitie         | Wed.       | Dlp.       | Wed.  | Dlp.  | Wed.           | Dlp.           | Wed.   | Dlp.   |
| ------- | -------------- | ------------------ | ---------- | ---------- | ----- | ----- | -------------- | -------------- | ------ | ------ |
| 2010/11 | Granada CF     | Segunda División A | 0          | 0          | 0     | 0     | —              | —              | 0      | 0      |
| 2011/12 | → Cádiz CF     | Segunda División B | 27         | 3          | 2     | 0     | —              | —              | 29     | 3      |
| 2012/13 | → Las Palmas   | Segunda División A | 37         | 3          | 4     | 1     | —              | —              | 41     | 4      |
| 2013/14 | Granada CF     | Primera División   | 32         | 1          | 2     | 0     | —              | —              | 34     | 1      |
| 2014/15 | Granada CF     | Primera División   | 19         | 0          | 0     | 0     | —              | —              | 19     | 0      |
| 2015/16 | Internazionale | Serie A            | 34         | 2          | 1     | 0     | —              | —              | 35     | 2      |
| 2016/17 | Internazionale | Serie A            | 27         | 0          | 2     | 1     | 5              | 0              | 34     | 1      |
| 2017/18 | → Valencia CF  | Primera División   | 17         | 0          | 0     | 0     | —              | —              | 17     | 0      |
| 2018/19 | Valencia CF    | Primera División   | 1          | 0          | 1     | 0     | 1              | 0              | 3      | 0      |
| 2018/19 | → FC Barcelona | Primera División   | 2          | 0          | 2     | 0     | 0              | 0              | 4      | 0      |
| 2019/20 | → UC Sampdoria | Serie A            | 6          | 0          | 1     | 0     | —              | —              | 7      | 0      |
| Totaal  | Totaal         | Totaal             | 202        | 9          | 15    | 2     | 6              | 0              | 223    | 11     |

## Interlandcarrière
Murillo speelde zesmaal voor Colombia –17 en viermaal voor Colombia –20. Hij maakte deel uit van de Colombiaanse selectie die in 2011 deelnam aan het wereldkampioenschap voetbal onder 20 in eigen land. Daar verloor de ploeg van bondscoach Eduardo Lara in de kwartfinale van de latere nummer drie Mexico (3–1). Op 10 oktober 2014 maakte Murillo zijn debuut in het Colombiaans voetbalelftal in een oefeninterland tegen El Salvador (3–0 winst). Zijn eerste interlanddoelpunt maakte hij op 17 juni 2015 in de tweede groepswedstrijd op de Copa América 2015 tegen Brazilië. In de 36ste minuut schoot hij raak uit een vrije trap van Juan Cuadrado en bezorgde hij zo Colombia een 0–1 overwinning. Het was het enige doelpunt dat het Colombiaans elftal gedurende het toernooi zou maken. De kwartfinale werd op 26 juni verloren van Argentinië na strafschoppen. Murillo schoot de zevende strafschop van Colombia over, waarna Carlos Tévez de Argentijnen naar de halve finale schoot door zijn strafschop wel te benutten.